# IC 3352
IC 3352 је ознака објекта на координатама са ректансцензијом 12h 26m 47,3s и деклинацијом + 8° 45" 26'. Открио га је Арнолд Швасман, 24. јануара 1900. Каснијим посматрањима на том положају није уочен никакав астрономски објекат.